# Archimede Morleo
Archimede Morleo (Mesagne, 26 settembre 1983) è un ex calciatore italiano, di ruolo difensore.

## Carriera

### Gli esordi e le stagioni in serie C
Dopo aver militato nelle giovanili del Lecce, proveniente dalla formazione calcistica di Salice Salentino, inizia la carriera professionistica in Serie C1 con le maglie di Carrarese e Sora, e successivamente gioca in C2 nelle file di Cisco Roma e Catanzaro.

### Crotone
Nel 2008 si trasferisce nel Crotone, disputando da titolare la stagione 2008-2009 di Lega Pro Prima Divisione (Girone B) conclusasi con la promozione in Serie B tramite play-off (sconfitte Arezzo e Benevento). Nella stagione 2009-2010 esordisce in Serie B in data 12 settembre 2009, in occasione della partita Crotone-Cesena conclusasi sul punteggio di 0-0. Nella stagione regolare totalizza 35 presenze su 42, realizzando tre reti.
Il 16 maggio 2010, in occasione della Terza Edizione del Gran Galà Top 11 di Serie B tenutosi a Rimini, viene insignito del premio come miglior terzino sinistro della categoria nella stagione 2009-2010.

### Bologna
Nel luglio 2010 viene acquisito in comproprietà dal Bologna, società di Serie A.
L'esordio con la maglia rossoblu avviene il 25 novembre 2010 nella partita di Coppa Italia, Cagliari-Bologna.
L'esordio nella massima serie risale all'8 dicembre 2010, alla quindicesima giornata di serie A, giocando l'intera gara Bologna-Chievo, vinta dai felsinei per 2-1 allo scadere grazie alla rete di Marco Di Vaio.
Il 24 giugno 2011 il Bologna acquista dal Crotone la seconda metà del cartellino.
Morleo segna il suo primo gol in rossoblu (e in Serie A) nel maggio 2014, nella gara in casa contro il Catania, con un sinistro a giro dal limite che sorprende il portiere Alberto Frison. Questo gol non serve a molto: il Catania vince 2-1 e la squadra siciliana e quella emiliana vengono retrocesse in Serie B. La fascia da capitano viene tolta a Diego Pérez e Archimede viene nominato nuovo condottiero della squadra felsinea. Durante la Serie B 2014-2015 colleziona 23 presenze (più altre 2 nei play-off) e riesce ad ottenere la promozione in serie A.

### Bari
Il 3 gennaio 2017 firma con un contratto biennale con il Bari. La stagione termina con la squadra al 12º posto in classifica. Morleo gioca in tutto 7 partite. Al termine della stagione 2017-2018 rimane svincolato dopo il fallimento del Bari.

### Casarano
Il 9 febbraio 2019 viene ufficializzato dal Casarano, militante nel campionato di Eccellenza pugliese.

### Erchie
A fine 2023 inizia la carriera come allenatore con la Virtus Erchie, squadra salentina militante nella seconda categoria pugliese, del comune di origine dell'ex calciatore, con cui termina al primo posto nella stessa stagione, sorpassando solo all’ultima giornata, nello scontro diretto, il Città di Avetrana.

## Statistiche

### Presenze e reti nei club
| Stagione         | Squadra          | Campionato       | Campionato | Campionato | Coppe nazionali | Coppe nazionali | Coppe nazionali | Coppe continentali | Coppe continentali | Coppe continentali | Altre coppe | Altre coppe | Altre coppe | Totale | Totale |
| Stagione         | Squadra          | Comp             | Pres       | Reti       | Comp            | Pres            | Reti            | Comp               | Pres               | Reti               | Comp        | Pres        | Reti        | Pres   | Reti   |
| ---------------- | ---------------- | ---------------- | ---------- | ---------- | --------------- | --------------- | --------------- | ------------------ | ------------------ | ------------------ | ----------- | ----------- | ----------- | ------ | ------ |
| 2002-2003        | Carrarese        | C1               | 12         | 0          | CI-C            | ?               | ?               | -                  | -                  | -                  | -           | -           | -           | 12     | 0      |
| 2003-2004        | Sora             | C1               | 28         | 0          | CI-C            | ?               | ?               | -                  | -                  | -                  | -           | -           | -           | 28     | 0      |
| 2004-2005        | Sora             | C1               | 31+2       | 3+0        | CI-C            | ?               | ?               | -                  | -                  | -                  | -           | -           | -           | 33     | 3      |
| Totale Sora      | Totale Sora      | Totale Sora      | 59+2       | 3          |                 | -               | -               |                    | -                  | -                  |             | -           | -           | 61     | 3      |
| 2005-2006        | Cisco Roma       | C2               | 28         | 0          | CI-C            | 1               | 0               | -                  | -                  | -                  | -           | -           | -           | 29     | 0      |
| 2006-2007        | Catanzaro        | C2               | 29         | 2          | CI-C            | ?               | ?               | -                  | -                  | -                  | -           | -           | -           | 29     | 2      |
| 2007-2008        | Catanzaro        | C2               | 14         | 0          | CI-C            | ?               | ?               | -                  | -                  | -                  | -           | -           | -           | 14     | 0      |
| Totale Catanzaro | Totale Catanzaro | Totale Catanzaro | 43         | 2          |                 | -               | -               |                    | -                  | -                  |             | -           | -           | 43     | 2      |
| 2008-2009        | Crotone          | 1D               | 33+4       | 3+0        | CI-C+CI         | 1+2             | 0               | -                  | -                  | -                  | -           | -           | -           | 40     | 3      |
| 2009-2010        | Crotone          | B                | 35         | 3          | CI              | 0               | 0               | -                  | -                  | -                  | -           | -           | -           | 35     | 3      |
| Totale Crotone   | Totale Crotone   | Totale Crotone   | 68+4       | 6          |                 | 3               | 0               |                    | -                  | -                  |             | -           | -           | 75     | 6      |
| 2010-2011        | Bologna          | A                | 9          | 0          | CI              | 1               | 0               | -                  | -                  | -                  | -           | -           | -           | 10     | 0      |
| 2011-2012        | Bologna          | A                | 29         | 0          | CI              | 2               | 0               | -                  | -                  | -                  | -           | -           | -           | 31     | 0      |
| 2012-2013        | Bologna          | A                | 32         | 0          | CI              | 3               | 0               | -                  | -                  | -                  | -           | -           | -           | 35     | 0      |
| 2013-2014        | Bologna          | A                | 31         | 1          | CI              | 1               | 0               | -                  | -                  | -                  | -           | -           | -           | 32     | 1      |
| 2014-2015        | Bologna          | B                | 23+2       | 0          | CI              | 1               | 0               | -                  | -                  | -                  | -           | -           | -           | 26     | 0      |
| 2015-2016        | Bologna          | A                | 5          | 0          | CI              | 0               | 0               | -                  | -                  | -                  | -           | -           | -           | 5      | 0      |
| 2016-gen. 2017   | Bologna          | A                | 1          | 0          | CI              | 0               | 0               | -                  | -                  | -                  | -           | -           | -           | 1      | 0      |
| Totale Bologna   | Totale Bologna   | Totale Bologna   | 130+2      | 1          |                 | 8               | 0               |                    | -                  | -                  |             | -           | -           | 140    | 1      |
| gen.-giu. 2017   | Bari             | B                | 7          | 0          | CI              | -               | -               | -                  | -                  | -                  | -           | -           | -           | 7      | 0      |
| 2017-2018        | Bari             | B                | 5          | 0          | CI              | 1               | 0               | -                  | -                  | -                  | -           | -           | -           | 6      | 0      |
| Totale Bari      | Totale Bari      | Totale Bari      | 12         | 0          |                 | 1               | 0               |                    | -                  | -                  |             | -           | -           | 13     | 0      |
| gen.-giu. 2019   | Casarano         | Ecc.             | 15         | 1          | CI-P            | 1               | 0               | -                  | -                  | -                  | -           | -           | -           | 16     | 1      |
| Totale carriera  | Totale carriera  | Totale carriera  | 367+8      | 13         |                 | 14              | 0               |                    | 0                  | 0                  |             | 0           | 0           | 389    | 13     |